# (745) Mauritia
(745) Mauritia – planetoida należąca do zewnętrznej części pasa głównego asteroid okrążająca Słońce w ciągu 5 lat i 326 dni w średniej odległości 3,26 au. Została odkryta 1 marca 1913 roku w Landessternwarte Heidelberg-Königstuhl w Heidelbergu przez Franza Kaisera. Nazwa pochodzi od świętego Maurycego, patrona kościoła w Wiesbaden. Przed nadaniem nazwy planetoida nosiła oznaczenie tymczasowe (745) 1913 QX.